# Últimas Noticias (Venezuela)
Últimas Noticias es el diario de mayor circulación en Venezuela. Tiene su sede en Caracas y pertenece al Grupo Últimas Noticias. El periódico circula todos los días impreso en formato tabloide.

## Historia
Fue fundado el 16 de septiembre de 1941 por los periodistas Víctor Simone D´Lima, Kotepa Delgado, Vaughan Salas Lozada, Pedro Beroes y Maja Poljak. Parte del personal y de los directivos eran miembros del Partido Comunista de Venezuela. tenía un formato tabloide de 8 páginas. En 1948, el editor Miguel Ángel Capriles Ayala compró la mayoría de las acciones del diario.
En 1951, se trasladaron las dependencias de Últimas Noticias a un edificio ubicado entre las esquinas de Puente Trinidad a Panteón, llamada posteriormente La Torre de la Prensa. Dejó de circular el 2 de diciembre de 1952 como medida de protesta por el desconocimiento, por parte del gobierno, del resultado de las elecciones de aquel año. El 20 de enero de 1958, Últimas Noticias participó en la huelga de la prensa que contribuyó al derrocamiento del general Marcos Pérez Jiménez.
El 9 de abril de 1965 fue allanada por el gobierno la sede del periódico y puestos presos el editor Miguel Ángel Capriles Ayala y el director Víctor Simone D´Lima. La Sociedad Interamericana de Prensa lamentó las detenciones mediante un comunicado.
El 14 de junio de 2002 se puso en funcionamiento una nueva rotativa que imprimía las páginas a color. En ese año se inauguró la versión digital en "www.cadenaglobal.com". En el 2012 se establece como nueva sede el Edificio Cadena Capriles, ubicado en la Zona Industrial de La Urbina, al este de Caracas con una de las rotativas más modernas de América Latina.
En 2013, el periódico fue adquirido por la banca de inversión británica Hanson Asset Management. El 6 de octubre de 2014, el caricaturista Roberto Weil fue despedido del diario debido a una controversia suscitada por uno de sus dibujos después del asesinato de Robert Serra el 1 de octubre.

## UN24
Últimas Noticias a su vez tiene un canal de televisión por internet denominado UN24, el cual transmite noticias y otros programas informativos las veinticuatro horas del día a través de plataformas digitales.
El canal de televisión fue lanzado en periodo de pruebas el 7 de agosto de 2024, y tras su lanzamiento fue obteniendo un mayor alcance transmitiendo desde plataformas de transmisión de video, televisión por suscripción e incluso televisión satelital.